# Kaleb Wesson
Kaleb Avery Wesson (Westerville, 27 juli 1999) is een Amerikaans basketballer.

## Carrière
Wesson speelde collegebasketbal voor de Ohio State Buckeyes van 2017 tot 2020. In 2019 stelde hij zich kandidaat voor de NBA draft maar trok zich later terug. In 2020 werd hij niet gekozen in de NBA draft. Hij tekende daarna een contract bij de Golden State Warriors dat midden december 2020 werd ontbonden. Hij speelde daarna voor de opleidingsploeg van de Golden State Warriors, de Santa Cruz Warriors. In april 2021 tekende hij bij de Belgische eersteklasser BC Oostende maar moest de ploeg enkele dagen later alweer verlaten door een blessure. Hij speelde in de zomer van 2021 in de NBA Summer League voor de Los Angeles Clippers.
In september 2021 tekende hij in Israël bij Hapoel Gilboa Galil. Begin januari 2022 tekende hij opnieuw in Israël, ditmaal bij Maccabi Rishon LeZion. In mei 2022 tekende hij in Puerto Rico bij Indios de Mayagüez. In augustus 2022 tekende hij in de Filipijnen bij Phoenix Fuel Masters en werden zijn NBA G League rechten geruild van de Memphis Hustle naar de Texas Legends voor Dakota Mathias. Hij keerde in april 2023 terug naar het Puerto Ricaanse Indios de Mayagüez. Voor het seizoen 2023/24 tekende hij in de Bulgaarse competitie bij BK CSKA Sofia. Eind januari 2024 tekende hij bij het Franse Élan Chalon als vervanger van de Zweed Matthias Markusson.
In de zomer van 2024 tekende hij bij Kaohsiung Aquas in Taiwan. Hij won in de zomer ook met Carmen's Crew The Basketball Tournament.

## Privéleven
Zijn broer Andre Wesson Jr. werd ook een basketballer.

## Erelijst
- The Basketball Tournament: 2024